# پرولر (کمیک)
پرولر (به انگلیسی: Prowler) یک شخصیت ضد قهرمان در کتاب های کمیک است و انتشار شده توسط مارول کمیکس. شخصیت پرولر توسط استن لی و جان باسکما ساخته شده است و اولین بار در مرد عنکبوتی شگفت‌انگیز شماره ۷۸ (نوامبر ۱۹۶۹) منتشر شد. هابی براون پرولر اصلی است.